# Рутвен, Джон, 3-й граф Гоури
Джон Рутвен (англ. John Ruthven; ок. 1577 — 1600), 3-й граф Гоури (с 1588 года) — шотландский дворянин, лидер ультра-протестантов Шотландии и организатор заговора против короля Якова VI.
Джон Рутвен был вторым сыном Уильяма, 1-го графа Гоури, пламенного борца за радикальные пресвитерианские реформы в Шотландии и лидера государственного переворота 1582—1583 годов. Унаследовав после смерти старшего брата в 1588 году титул графа Гоури, Джон быстро стал лидером ультра-протестантов Шотландии, продолжив борьбу своего отца против короля Якова VI. Джон получил прекрасное образование в университетах Эдинбурга и Падуи, встречался в Женеве с идеологами протестантства. Он хорошо владел греческим и латынью, занимался меценатством. Граф быстро завоевал значительную популярность в народе и поддержку шотландского духовенства.
В 1590-х гг. Джон Рутвен поддержал военные операции графа Ботвелла против короля, а после изгнания последнего из Шотландии стал главной надеждой радикальных протестантов страны. 5 августа 1600 года, во время нахождения короля Якова VI во дворце Гоури в Перте, была предпринята попытка захвата короля с целью повторения ультра-протестантского государственного переворота 1582 года. Однако заговор провалился и граф Гоури вместе со своим младшим братом были убиты приближёнными короля. Общественное мнение Шотландии, неравнодушное к молодому графу, не поверило в историю о заговоре и приписало убийство Рутвена мести короля (Яков VI был должен крупную сумму денег роду Рутвенов, ходили слухи о близости молодого графа и жены короля, Анны Датской). Тем не менее королю удалось предотвратить волнения среди духовенства и даже объявить день «чудесного» спасения короля из рук заговорщиков, 5 сентября, государственным праздником.
Гибель графа Гоури открыла перед королевской властью в Шотландии возможность ликвидации радикальной пресвитерианской угрозы, чем не замедлил воспользоваться Яков VI: вскоре был восстановлен епископат, а лидеры пресвитерианства (в частности его основатель, Эндрю Мелвилл) покинули страну. Племянница убитого графа, Мэри Рутвен, в январе 1640 года вышла замуж за художника ван Дейка.